# Reduce di Napoli
Reduce di Napoli (... – Napoli, 583/584) fu il ventiquattresimo vescovo di Napoli ed è venerato come santo dalla Chiesa cattolica.

## Biografia
Secondo le Gesta episcoporum Neapolitanorum e il Catalogus episcoporum Neapolitanorum, Reduce (Redux episcopus) è stato il 24º vescovo di Napoli, successore di Vincenzo e predecessore di Demetrio, e governò la sua Chiesa per 3 anni e 24 giorni, verso la fine del VI secolo. Per le Gesta, Reduce fu vescovo sotto i papi Benedetto I (575-579) e Pelagio II (579-590), mentre il Catalogus pone l'episcopato di Reduce solamente durante il regno di Pelagio II.
Reduce, che fu vescovo durante l'assedio della città da parte dei longobardi, è noto per aver donato alla Chiesa di Napoli un manoscritto di sua proprietà, una raccolta di estratti delle opere di sant'Agostino fatta tempo addietro dall'abate Egippio. Prima di deporre il manoscritto negli archivi della diocesi, Reduce lo fece correggere da Pietro, notaio della Chiesa napoletana, il quale aggiunse alla fine una nota, datata 13 dicembre 581, dove riporta alcune informazioni su Reduce, soprattutto il fatto che fu ordinato vescovo da papa Pelagio II.
Il calendario marmoreo napoletano ricorda la depositio di Reduce il 29 marzo.

## Cronologia
Secondo le Gesta, Reduce fu vescovo per 3 anni e 24 giorni, e, stando a quello che scrive il notaio Pietro, fu consacrato vescovo da papa Pelagio II, ossia dopo il 26 novembre 579, giorno d'inizio del suo pontificato. Il 13 dicembre 581 era già certamente vescovo di Napoli. Infine, il calendario marmoreo pone la sua morte il 29 marzo.
A partire da queste informazioni cronologiche, gli autori hanno cercato di datare con più precisione l'episcopato di Reduce. Lanzoni e Parascandolo pongono come data d'inizio del pontificato di Pelagio II il 26 novembre 578 e la consacrazione di Reduce il 5 marzo 579, poiché solo in quest'anno il 5 marzo cade di domenica, giorno abituale per le ordinazioni episcopali. La morte è di conseguenza posta 3 anni e 24 giorni dopo, ossia il 29 marzo 582.
Anche Cappelletti fa iniziare il pontificato di Pelagio II nel 578, ma per lui l'episcopato di Reduce comincia il 5 marzo 581 e termina il 29 marzo 584. Gli stessi anni (581-584) sono indicati anche da Gams.
Nella sua Prosopographie de l'Italie chrétienne, Pietri non entra nel dettaglio, e pone l'inizio del regno del vescovo Reduce in un giorno imprecisato tra il 26 novembre 579 e il 13 dicembre 581.